# Canillas de Abajo
Canillas de Abajo – gmina w Hiszpanii, w prowincji Salamanka, w Kastylii i León, o powierzchni 38,78 km². W 2011 roku gmina liczyła 85 mieszkańców.